# بوب بوكر
بوب بوكر (بالإنجليزية: Bob Booker)‏ هو لاعب كرة قدم بريطاني، ولد في 25 يناير 1958 في واتفورد في المملكة المتحدة. لعب مع شيفيلد يونايتد ونادي بارنت ونادي برينتفورد.

## وصلات خارجية
- بوب بوكر على موقع قاعدة بيانات كرة القدم.إي يو (الإنجليزية)